# Хмелевський Юрій Володимирович
Юрій Володимирович Хмелевський (8 квітня 1930, Київ — 9 вересня 2014, Київ) — український науковець-біохімік, педагог. Доктор медичних наук (1967), професор (1970). Розробник вітамінних препаратів проти серцево-судинних захворювань, гіпоксії та променевої хвороби, дослідник обміну вітаміну B1, коензимів, активності ензимів у різних тканинах при гіпоксії, інфаркті міокарда і променевій хворобі.
Понад 60 років займав різні посади в Київському медичному інституті (з 1990-х років — в Національному медичному університеті імені О. О. Богомольця) — від професора до декана 2-го лікувального факультету. Автор понад 200 наукових робіт.

## Життєпис
Народився 8 квітня 1930-го року у Києві.
Середню школу закінчив екстерном. У 1952-му році з відзнакою закінчив Київський медичний інститут (КМІ), після чого одразу вступив до аспірантури кафедри біохімії, де працював під керівництвом професорів Сергія Винокурова та Євгена Шамрая.
У 1957-му році здобув науковий ступінь кандидата медичних наук, захистивши дисертацію на тему «Переход витамина B1 через плаценту к внутриутробному плоду и с молоком матери новорожденному». Під час виконання роботи вперше використав мічений радіоактивною сіркою вітамін B1.
В інституті спочатку обіймав посаду асистента кафедри біохімії. Досліджував обмін вітаміну B1, навчався у професора Ростислава Чаговця.
У 1967-му році здобув науковий ступінь доктора медичних наук, захистивши дисертацію на тему «Обмен тиамина и активность тиаминовых ферментов в организме при некоторых гипоксических состояниях». Відтоді ж — вчений секретар КМІ.
У 1970-му році був затверджений у вченому званні професора. Відтоді ж — заступник голови Вченої медичної ради та начальник відділу планування науково-дослідних робіт Міністерства охорони здоров'я УРСР (МОЗ УРСР). З 1974-го року — вчений секретар Вченої медичної Ради КМІ.
У 1976-му році обійняв посаду голови Республіканської проблемної комісії МОЗ УРСР «Біологічна та медична хімія». Відтоді ж — завідувач кафедри біоорганічної та біологічної хімії КМІ. Під керівництвом Юрія Хмелевського активно працювала науково-дослідна лабораторія «Вітамінологія», де були проведені фундаментальні дослідження з вивчення обміну коензимів, активності ензимів у різних тканинах за гіпоксії, при інфаркті міокарда і променевій хворобі. Науковцями кафедри на чолі з Юрієм Хмелевським були розроблені вітамінні препарати проти серцево-судинних захворювань, гіпоксії та променевої хвороби.
У 1985-му році, разом з колегами, був нагороджений премією АН УРСР імені О. В. Палладіна за створення монографії «Ферментативные процессы и их коррекция при экстремальных состояниях».
З 1985-го по 1988-й рік — декан 2-го лікувального факультету КМІ. У 1997-му році залишив посади голови комісії «Біологічна та медична хімія» та завідувача кафедри біоорганічної та біологічної хімії. До останніх місяців життя викладав в університеті.
Автор понад 200 наукових робіт. Науковий керівник близько 15-ти докторів та кандидатів наук. Член правління Українського біохімічного товариства, член редакційної колегії «Українського біохімічного журналу». Редактор газети КМІ «Медичні кадри».

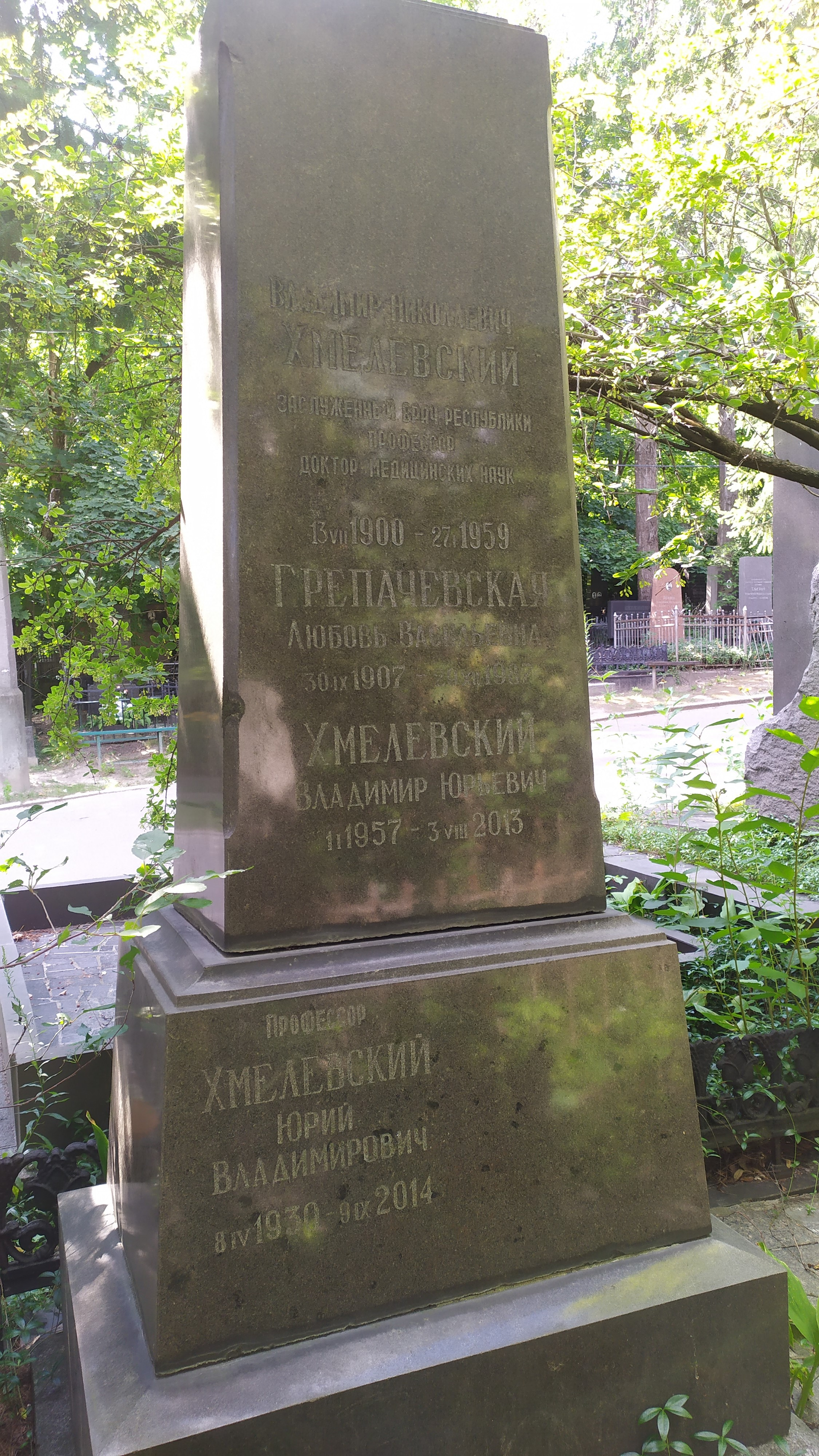
Могила Юрія Хмелевського та його родини, Байкове кладовище

Член спеціалізованих вчених рад із присудження наукових ступенів в Інституті біохімії імені О. В. Палладіна НАН України та Національному медичному університеті імені О. О. Богомольця. Заступник голови апробаційної комісії медичного університету з теоретичних дисциплін.
Помер на 85-му році життя 9 вересня 2014-го року. Похований разом з родиною на Байковому кладовищі.

### Родина
Батько — акушер-гінеколог, доктор медичних наук Володимир Хмелевський (1900—1959). Дружина — Валерія Хмелевська (Фрумкіна). Тесть — психіатр, доктор медичних наук Яків Фрумкін (1902—1978). Син — оториноларинголог Володимир Хмелевський (1957—2013).

## Науковий доробок (частковий)
- «Переход витамина B1 через плаценту к внутриутробному плоду и с молоком матери новорожденному» [Текст]: диссертация на соискание ученой степени кандидата медицинских наук / Киевский ордена Труд. Красного Знамени мед. ин-т им. акад. А. А. Богомольца. [Кафедра биохимии]. — Киев: [б. и.], 1957.
- «Обмен тиамина и активность тиаминовых ферментов в организме при некоторых гипоксических состояниях» [Текст]: диссертация на соискание ученой степени доктора медицинских наук. (093) / Киевский мед. ин-т им. А. А. Богомольца. — Киев: [б. и.], 1967.
- «Практикум з органічної та біологічної хімії» // Ю. В. Хмелевський, 1967, Київ.
- «Обмен витаминов при сердечно-сосудистых заболеваниях» [Текст] / Ю. В. Хмелевский, А. Я. Розанов. — Киев: Здоров'я, 1975. — 151 с.; 20 см.
- «Биологическая химия: Практикум». [Для мед. ин-тов / Ю. В. Хмелевский, Ю. И. Губский, С. ДD. Зайцева и др.]; Под общ. ред. Ю. В. Хмелевского. — Киев: Вища шк., 1984. — 207 с. : ил.; 21 см.
- «Основные биохимические константы человека в норме и при патологии» / Ю. В. Хмелевский, О. К. Усатенко. — Киев: Здоров'я, 1984. — 120 с.; 20 см.
- «Ферментативные процессы и их коррекция при экстремальных состояниях» / А. Я. Розанов, А. И. Трещинский, Ю. В. Хмелевский. — Киев: Здоров'я, 1985. — 208 с.; 20 см.
- «Основные биохимические конспекты человека в норме и при патологии» / Ю. В. Хмелевский, О. К. Усатенко. — 2-е изд., перераб. и доп. — Киев: Здоров'я, 1987. — 159,[1] с.; 21 см.
- «Витамины и возраст человека» / Ю. В. Хмелевский, Н. Б. Поберезкина. — Киев: Наук. думка, 1990. — 163,[3] с. : ил.; 20 см.
- «Біоорганічна хімія» [Текст]: навч. посіб. для студ. вищих мед. навч. закл. / Ю. В. Хмелевський [та ін.]. — К. : Вища школа, 1997. — 285 с.
- «Клиническая оценка биохимических показателей при заболеваниях внутренних органов» // Ю. В. Хмелевский

## Нагороди
- 1985 — премія АН УРСР імені О. В. Палладіна — за створення монографії «Ферментативные процессы и их коррекция при экстремальных состояниях»
- медаль «В ознаменування 100-річчя з дня народження Володимира Ілліча Леніна»
- значок «Відміннику охорони здоров'я»
- значок Вищої школи СРСР «За відмінні успіхи у роботі»
- почесна грамота Київського міського голови
- почесна грамота Міністерства охорони здоров'я України
- почесна грамота Національного медичного університету імені О. О. Богомольця